# تنصير إسكندنافيا

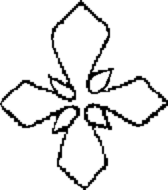

تعرضت الدول الإسكندنافية، بالإضافة إلى البلدان الأخرى الواقعة في شمال القارة الأوروبية ودول البلطيق، للتنصير بين القرن الثامن والقرن الثاني عشر. أسست ممالك الدنمارك والنرويج والسويد (نتج البلد الذي يُعرف باسم السويد عن توحيد دولتي غوتالاند وسفيلاند في القرنين الحادي عشر والثاني عشر) أبرشياتها الخاصة وأصبحت مسؤولة بشكل مباشر أمام البابا، في أعوام 1104 و1154 و1164 على التوالي. استغرق تحويل الإسكندنافيين إلى الديانة المسيحية وقتًا أطول، إذ تطلب الأمر جهودًا إضافية لإنشاء شبكة من الكنائس. بقي الإسكندنافيون من أتباع قومية سامي (اللابيون) على دياناتهم حتى القرن الثامن عشر. تشير الأبحاث الأثرية الحديثة إلى إمكانية تواجد المسحيين بالأصل في غوتالاند خلال القرن التاسع. يُعتقد أيضًا أن الديانة المسيحية قد بدأت بالانتشار في المناطق الجنوبية الغربية وانتقلت في ما بعد إلى مناطق الشمال.
كانت الدنمارك أول دولة من الدول الإسكندنافية تتحول إلى الديانة المسيحية، إذ أعلن ملك الدنمارك هارالد بلوتوث جورمسون الدنمارك مملكة مسيحية في عام 975 ميلادي تقريبًا، ونصب أكبر حجرين من أحجار جيلينغ. بُنيت أقدم كنيسة حجرية، لا تزال موجودة حتى يومنا هذا، في الدنمارك نحو عام 1040 ميلادي، وتُعرف باسم كنيسة الصليب المقدس في منطقة دالبي (التي تُعتبر اليوم مدينة نمساوية).
استغرق تثبيت معتقدات الديانة المسيحية عند الإسكندنافيين المنتشرين في بعض مناطق الشمال الأوروبي وقتًا طويلًا، على الرغم من تحولهم إلى الديانة المسيحية اسميًا، وتنصّر بعض الإسكندنافيين المنتشرين في المناطق الأخرى أمام الملك. واجهت تقاليد الشعوب الأصلية القديمة (التي وفرت الأمن وحددت الهياكل التنظيمية للمجتمع) أفكارًا غير مألوفة، كالخطيئة الأصلية، وسر التجسد، والثالوث. أظهرت عمليات التنقيب الأثرية للمدافن الواقعة في جزيرة لوفون بالقرب من ستوكهولم -الموقع الذي كان يُعتبر من أهم مراكز المملكة السويدية- أن عملية تنصير الإسكندنافيين كانت بطيئة للغاية، واستغرقت ما لا يقل عن 150-200 عام. تُظهر النقوش الرونية التي تعود إلى مدينة بيرغن التجارية في النرويج في القرن الثالث عشر نفوذَا مسيحيًا محدودًا، وقد أظهر أحدها مناشدات للآلهات النورديات اللاتي يعرفن باسم «فالكيري».
لم تكن البابوية خلال العصور الوسطى المبكرة قد أظهرت نفسها بعد على أنها السلطة الكاثوليكية المركزية، لكي يتسنى للأشكال المختلفة من المسيحية أن تتوسع. اقترح العلماء، منذ بدء ظهور صورة «المسيح المنتصر» في الفن الجرماني المبكر، أن تقديم المبشرين المسيحيين ليسوع المسيح «بصفته رمزًا للقوة وحسن الطالع» ونشر سفر رؤيا يوحنا، الذي يتحدث عن انتصار المسيح على الشيطان، قد لعبا دورًا هامًا في انتشار الديانة المسيحية بين شعوب الفايكنغ.

## مهمة هامبورغ بريمن
بدأت الجهود التبشيرية الموثقة تاريخيًا في الدنمارك مع القديس فليبرورد، المعروف أيضًا باسم حواري الفريزيين، الذي قام بالتبشير في دوقية شلسفيغ التي كانت في تلك الفترة جزءًا من الدنمارك. اتجه فليبرورد إلى المناطق الواقعة إلى الشمال من منطقة فريزيا الساحلية، في وقت ما بين عامي 710 و718، خلال فترة حكم الملك أونجيندوس. لم يكن الملك أونجيندوس يرغب بتغيير معتقداته لكنه، على الرغم من ذلك، تعامل مع القديس فليبرورد بكامل الاحترام، ولم يتمكن فليبرورد ورفاقه من تحقيق نجاح كبير في حملتهم التبشيرية هذه. سمح أغانتير لثلاثين شابًا بالعودة إلى فريزيا مع فليبرورد. يعتقد البعض أن هدف فليبرورد من اصطحابه لهؤلاء الشباب هو تعليمهم وتجنيد بعضهم لمساعدته في نقل الديانة المسيحية إلى الدنماركيين. بعد ما يقارب قرنًا من الزمن، عمّد إيبو، رئيس أساقفة كاتدرائية رانس وويلريتش الذي أصبح في ما بعد أسقفًا لكاتدرائية مدينة بريمين الألمانية، عددًا من الأشخاص خلال زيارتهم إلى الدنمارك عام 823، وعاد إلى الدنمارك مرتين بهدف التبشير، دون تحقيقه لأي نجاح موثق.
أجبر ملكُ الدنمارك هوريك الأول ملكَ شبه جزيرة يوتلاند «هارالد كلاك» على الفرار من الدنمارك، فما كان من كلاك إلا أن يتوجه إلى ملك الفرنجة لويس الأول طالبًا منه المساعدة في استعادة ملكه على أرضه في يوتلاند. عرض لويس الأول على كلاك منصب دوق على منطقة فريزيا بشرط تخليه عن عبادة آلهته القديمة. وافق هارالد على عرض لويس الأول، وتعمد مع عائلته و400 شخص من الدنماركيين في بلدة إينغلهايم آم راين الألمانية. كلف كل من الإمبراطور لويس ورئيس الأساقفة في كاتدرائية رانس «إيبو» الراهبَ أنسغار بمرافقة كلاك والإشراف على الديانة المسيحية عند معتنقيها الجدد. غادر أنسغار الدنمارك، بعد أن أجبر الملكُ هوريك الأول كلاك على مغادرة البلاد، وركز جهوده في التبشير على السويديين. سافر أنسغار في عام 829 إلى جزيرة بريكا السويدية وأنشأ فيها جماعة مسيحية صغيرة، وكان هيرغار (محافظ البلدة ومستشار الملك حينها) أهم شخصية تمكّن أنسغار من تحويلها إلى الديانة المسيحية. تأسست أبرشية هامبورغ في عام 831، وأُسندت إليها مسؤولية التبشير في إسكندنافيا.
أقال الملك هوريك الأول هامبورغ في عام 845، وعين أنسغار رئيسًا للأساقفة، ونقل مقر الأبرشية إلى مدينة بريمن. حدثت في نفس العام انتفاضة وثنية في جزيرة بيركا أسفرت عن استشهاد نيذارد وأجبرت المبشر المقيم فيها، الأسقف غوتبيرت، على الفرار. عاد أنسغار إلى بيركا في عام 854، وإلى الدنمارك في عام 860، بهدف إعادة تحقيق بعض المكاسب التي حصلها في زياراته الأولى. حصل أنسغار في الدنمارك على ثقة ملكها في تلك الفترة «حوريك الثاني» (وليس حوريك الأول الذي قتل عام 854، ورفض الديانة المسيحية) الذي منحه أرضًا في مدينة هيديبي التجارية (المدينة الأولية التي استُعيض عنها بعد فترة من الزمن بدوقية شلسفيغ) ليبني فيها أول معبد مسيحي صغير. تأسست ثاني كنيسة في المنطقة بعد بضع سنوات في بلدة ريب الواقعة على الساحل الغربي للدنمارك، والتي كانت تعتبر مركزًا تجاريًا هامًا، ونتيجة لذلك، أُنشئت في عام 948 أبرشية في جنوب الدنمارك، كجزء من أبرشية هامبورغ بريمن بقيادة الأسقف ليوفداغ الذي قُتل بنفس السنة في أثناء عبوره لنهر الرايب، ومُنحت مدينة ريب مقعدًا فيها.
تراجعت تدريجيًا هيمنة أبرشية هامبورغ بريمن على الحياة الكنسية في الشمال، ويعود ذلك إلى إقحام البابوية، بدءًا من البابا غريغوري السابع، نفسَها في السلطة المسيحية في المناطق الشمالية بشكل مباشر، وكان تأسيس أبرشية موحدة لسائر الدول الإسكندنافية بين عامي 1103 و1104 في مدينة لوند خطوة هامة في هذا الاتجاه.
كانت روايات كل من فليبرورد وهارالد شبه أسطورية، إذ دمجا الأفكار الأسطورية والخرافية المستمدة من التراث النوردي الوثني مع قصصهم المسيحية. في الكتاب التاسع للمؤرخ والشاعر الدنماركي ساكسو غراماتيكوس من السلسلة التي تحمل عنوان «وثائق الدنماركيين»، تظهر نسخة مطابقة لقصة هارالد، حول وقوفه بوجه راغنار لوثبورك بهدف نشر الديانة المسيحية في الدنمارك. يُعتبر «إيبو» اسمًا لشخصية أسطورية في مناطق الشمال، وإيبور، المعروف أيضًا باسم إيجيل وأورفانديل، هو قزم ورامي سهام، أما سميث، فهو اسم الشخصية التي تنقلب على الآلهة إيسر وتشن حربًا ضدها، فيما تظهر في قصة إيبو الرانسي الموضوعات الإلهية بما في ذلك ولادة الفلاح (غير الإيسري) وهجرته. يرتبط اغتصاب هارالد للسلطة وجهوده في نشر الديانة المسيحية مع عدة روايات حول «الاستيلاء على السلطة» و«تغيير الأضحيات»، بما في ذلك انتزاع السلطة من ميثونين، وإدخال عبادة الإله فري إلى مدينة أوبسالا، من خلال التشابه باستخدام الزخارف والشخصيات الأسطورية.

## الدوافع
يبدو أن بعض التحولات الدينية قد حدثت لتحقيق مكاسب سياسية ومادية، وكذلك لأسباب روحية. على سبيل المثال، ربما كان يهدف البعض إلى الاستفادة من الهدايا (مثل الثوب الأبيض المعمداني الجميل) التي تم تسليمها من قبل النبلاء الفرنجة، الذين كانوا بمثابة رعاة المرشحين للمعمودية. في حالة الملك هارالد بلوتوث ملك الدنمارك على سبيل المثال، فقد تحول جزئيا فقط إلى الدين الجديد (على الأقل في البداية) للحفاظ على استقلاليته عن الألمان، الذين شكلوا تهديدًا أكبر في ذلك الوقت من الفرنجة. كما رأى أن المسيحية لديها الكثير لتقدمه لحكمه، حيث لم تساعده فقط في رفع مكانته، ولكن قدمت أيضًا مساعدة عملية. كان الأساقفة الإرساليون متعلمين، وكان لدى أولئك الذين لديهم خبرة بالحكومة الملكية في ألمانيا أو إنجلترا إمكانات أن يكونوا مستشارين قيّمين. كان هناك أيضًا دافع اقتصادي للتحول لأن الملوك الوثنيين كانوا مفتونين بالثروة المسيحية. ونتيجة لذلك، اختار البعض قبول الدين الجديد كوسيلة للوصول إلى هذه الثروة.